# Cowpens
Cowpens es un pueblo ubicado en el Condado de Spartanburg en el estado estadounidense de Carolina del Sur. El pueblo en el año 2000 tiene una población de 2.279 habitantes en una superficie de 6 km², con una densidad poblacional de 378.1 personas por km². 

## Geografía
Cowpens se encuentra ubicado en las coordenadas 35°0′58″N 81°48′15″O / 35.01611, -81.80417. Según la Oficina del Censo, el pueblo tiene un área total de 6 km² (2,3 mi²), de la cual 6 km² (2,3 mi²) es tierra y 0 km² (0 mi²) (0.0%) es agua.

## Demografía
En el 2000 la renta per cápita promedia del hogar era de $30.815, y el ingreso promedio para una familia era de $39.387. El ingreso per cápita para la localidad era de $14.847. En 2000 los hombres tenían un ingreso per cápita de $35.978 contra $22.778 para las mujeres. Alrededor del 17.80% de la población estaba bajo el umbral de pobreza nacional. 